# Tamara Djermanovic Tanasijevic
Tamara Djermanovic Tanasijevic (Belgrado, Serbia -entonces Yugoslavia-, 15 de diciembre de 1965) es una escritora y estudiosa de culturas eslavas de origen serbio que desde 1991 reside y desarrolla su actividad profesional en Barcelona. Es profesora en la Facultad de Humanidades de la Universidad Pompeu Fabra de Barcelona, donde dirige asimismo el Seminario de Estudios Eslavos. Es doctora en Humanidades por la Universidad Pompeu Fabra (2004, con la tesis Dostoyevski entre Rusia y Occidente: Apuntes del subsuelo, Los demonios y Los hermanos Karamázov y licenciada en Literatura comparada por la facultad de filología de la Universidad de Belgrado (1990).

## Biografía
Antes de emprender su carrera académica en 1996, trabajó de periodista en diversos medios. Antes de exiliarse de Yugoslavia en el diario Politika, en la Radio Televisión Serbia y en Agence France Presse. Una vez en Barcelona en el COOB '92 como directora adjunta de la Villa Olímpica de periodistas durante los Juegos Olímpicos de Barcelona. Ha colaborado con la BBC, Slavic Section, con TV3, con Radio 4, con Catalunya Radio, con los diarios ARA y LA VANGUARDIA, entre otros.
Es autora de ocho libros y más de cien publicaciones, entre los que figuran capítulos de libros, artículos académicos y textos de opinión o de análisis cultural.
Ha impartido conferencias en España, Rusia, Serbia, Croacia, Francia, Reino Unido, Argentina y Estados Unidos. Ha comisariado seis exposiciones y ha creado Diàlegs Humanístics en la Universidad Pompeu Fabra que coordina desde 2016.

## Obras

### Libros
- Djermanovic Tamara. Dostojevski između Istoka i Zapada, LOM Books, Belgrado, 2023, ISBN: 978-86-79583-47-5.
- Djermanovic Tamara. El universo de Dostoievski, Acantilado, Barcelona, 2021, ISBN: 978-84-18370-56-4.
- Đermanovic Tamara, Put u moju nepostojeću zemlju, SAMIZDAT, Beograd, 2018, 216 p., ISBN 078-86-7963-477-1.
- Джерманович Т., ДОСТОЕВСКИЙ МЕЖДУ РОССИЕЙ И ЗАПАДОМ, 239 p., Editorial RUDOMINO, Moscú, 2013, ISBN: 978-5-905626-74-6
- Djermanovic Tamara, Dostoyevski entre Rusia y Occidente, Barcelona, Herder, 2006, 373p., ISBN: 84-254-2478
- Djermanovic Tamara, Viaje a mi país ya inexistente, retorno a la Antigua Yugoslavia, ALTAÏR, 2013, 254 p., ISBN: 978-84-941052-0-3.
- Djermanovic Tamara, Velykodna, Olena (Eds.), Tarkovski y la cultura universal, Shangrila, 2020. ISBN: 978-84-122568-1-9
- Cirlot Victoria, Djermanovic Tamara [Eds.], La construcción estética de Europa, COMARES, 2014, 117 p., ISBN: 978-84-9045-186
- Djermanovic T. [Coord.], Rusia y España, Literatura e historia, Dossier monográfico de Cuadernos hispanoamericanos, 777, 104 p., 2015, ISSN: 0011-250X, SJR: 0.1.
- Djermanovic, Tamara, La espiritualidad ortodoxa en la obra de F.M. Dostoyevski, Institut de Teologia Ortodoxa Sant Gregori Palamàs, Barcelona, 2006, 44 pág.
- Ivancic, Tamara, Yo vengo de Belgrado, La Galera, Barcelona, 1994

### Capítulos de libros
- Djermanovic Tamara, La invasion de Ucrania en el contexto del duelo entre Rusia y Occidente, en: Simón J. Suárez, Enrique F. Quero (coord.). Entender Ucrania en su contexto geopolítico /coord. ed. Universidad de Granada, 2023, p. 41-59.
- Djermanovic Tamara, Referencias literarias y estéticas en Tarkovski, en: Tarkovski y la cultura universal, Shangrila, 2020.
- Djermanovic Tamara, 'El primer amor' de Turguénev [epílogo] en: Ivan Turguénev, El primer amor, Traducció de Miquel Cabal Guarro, Angle editorial, 2019  ISBN: 978-84-17214-73-9
- Djermanovic Tamara, Josip Broz Tito en Rusia (1915-1920 y 1935-1938). En: Pich Mitjana, Josep; Martínez Fiol, David; Navarra Ordoño, Andreu; Puigsech Farras, Josep (eds.). Viajeros en el país de los soviets. 1 ed. Bellaterra (España); 2019. p. 63-84.
- Djermanovic, Tamara, Crímen y castigo de Fiódor Mijáilovich Dostoyevski. En: Llovet, Jordi (dir.). La literatura admirable. 1 ed. Barcelona: Pasado & Presente (España); 2018. p. 41-53.
- Djermanovic, Tamara, The role of humanities in the teaching of medical students, en: Baños, Josep E.; Orefice, Carlo. The role of humanities in the teaching of medical students, Dr Antoni Esteve Foundation; 2018. p. 142-147.
- Djermanovic T. Dialogue with literary classics in the films of Andrei Tarkovsky. En: VV.AA.. Comparative Literature: Theory, Interpretation, Perspectives, Svetska knjizevnost. 1 ed. Universidad de Belgrado; 2016. p. 217-226.
- Djermanovic T. Transiciones en la Antigua Yugoslavia y antropología de los eslavos del sur: el pensamiento sobre la idea del `ser balcánico' en la obra de Jovan Cvijic e Ivo Andric. En: Calvo E, Soler L (eds.). Transiciones culturales, perspectivas desde Europa central y del este. 1 ed. Consejo Superior de Investigaciones Científicas; 2016. p. 195-221.
- Djermanovic, T. Las referencias rusas y europeas en el cine de Andréi Tarkovski. En: Cirlot, V.; Djermanovic, T. (eds.) La construcción estética de Europa. 1 ed. Atenes: Comares; 2014.
- Djermanovic, Tamara. Dijalog s zapadnoi filosofskoi tradicijei v zapiskah iz podpolia Dostoevskogo. En: AA.VV. Dostoevski i Mirovaja kultura (Dostoievski i la Cultura Universal). 1 ed. Moscou: 2009. p. 148-158.
- Djermanovic, Tamara. Cruce de tradiciones, variedad de propuestas. En: Monterde, José Enrique; Losilla, Carlos (eds.) et al.. Vientos del este, los nuevos cines en los países socialistas europeos. 1 ed. Valencia: Institut Valencià de Cinematografia; 2006. p. 57-71.
- Djermanovic, Tamara. La palabra poética en la lucha por la libertad y la justicia: Marina Tsvetáyeva. En: Pujadas, Anna; Barderi, Montse. La passió per la llibertat, A Passion for Freedom. 1 ed. Barcelona: Universitat de Barcelona; 2002. p. 548-551.
- Djermanovic, Tamara. Literatura Yugoslava. En: AA.VV. Enciclopedia Salvat Universal. 1 ed. Barcelona: Salvat Editores; 1997. p. 11433-11434.
- Djermanovic, Tamara. Europa y la ONU. En: Casas Torres, José Manuel (dir.). Enciclopedia de Europa. 1 ed. Madrid: Planeta; 1995. p. 209-211.
- Djermanovic, Tamara. Europa Oriental, Balcanes II. En: Enciclopedia sobre Europa. 1 ed. Madrid: Planeta; 1994. p. 209-211.